# Mike D'Antoni
Mike D'Antoni és un exjugador i entrenador de bàsquet.
Durant la dècada dels anys 70 va ser jugador de la NBA i la ABA i, posteriorment, va jugar al bàsquet a Itàlia.
Com a entrenador ha sigut entrenador 8 anys a la lliga italiana de bàsquet i a l'NBA ha sigut entrenador principal dels Phoenix Suns (2004-2008) i dels Los Angeles Lakers.
En la seva primera temporada amb els Phoenix Suns va ser escollit millor entrenador de l'any de l'NBA. Amb els Suns va arribar a dos finals de la Conferència Oest.
També ha sigut entrenador assistent de la selecció estatunidenca de bàsquet, amb la qual va guanyar dues medalles d'or en els Jocs Olímpics de Pequín 2008 i en els Jocs Olímpics de Londres 2012.
El juny de 2016 els Houston Rockets van fer pública la contractació de D'Antoni com a nou entrenador de l'equip.
El 2008 va ser escollt entre els 50 grans contribuïdors de la història de l'Eurolliga.